# スウェーデン海軍艦艇一覧
スウェーデン海軍艦艇一覧は、スウェーデン王国海軍が過去保有した、または現在保有する、または将来保有する予定の、未完成・計画中止を含めた歴代艦艇一覧である。
凡例

## 現有勢力（2011年当時）
- 国防予算：56億1,000万ドル（+3億6,000万ドル）
- 海軍人員：6,070名[2]
- 艦船隻数：62隻（－2隻）

潜水艦×6
コルベット×9（+1）
哨戒艇×14（-1）
揚陸艇×9（-2）
ホバークラフト×3
掃海艇×11
情報収集艦×1
練習艇×2
輸送艦×1
支援艦×4
救難艦×1
救難艇×1
- 航空機数：49機

艦載ヘリコプター×20
陸上ヘリコプター×29
- コースト・ガード：船艇40隻、航空機2機

## 艦艇一覧（近代海軍以前）

### ガレオン
- ピエテン・ポール（Piet en Paul） - 1603年、30門
- ヴァーサ（Vasa） - 1627年、66門

### 戦列艦
第3等戦列艦
- ストラ・クロナン・アマランス（Stora Kronan Amaranth）
- Skandinavien） - 1860年、62門
- カールXIII世（Karl XIII ） - ??年、74門
- Försiktigheten） - ??年、72門
- Gustaf Den Store） - ??年、68門
- Prins Oskar） - ??年、66門
- Fäderneslandet） - ??年、62門
- マンリヘッテン（Manlingheten） - ??年、62門

機走戦列艦
- カールXIV世（Karl XIV  Johan） - 1824年、68門
- ストックホルム（Stockholm） - 1856年、66門

### フリゲート
帆走
- トルボルグ（Torborg）
- ペテン
- Desirée - ??年、50門
- イェーテボリ（Göteborg） - ??年、44門
- Josephine - ??年、36門
- Eugenie - ??年、36門
- ノルヒェーピング（Nörrköping） - ??年、32門

機走
- Vanadis - 1862年、16門

### コルベット
帆走
- Af Chapman - ??年、24門
- Lagerbjelke - ??年、18門
- Najaden - ??年、18門
- カールスクローナ（Karlskrona） - ??年、18門
- Jaramas - ??年、20門

機走
- トール（Thor） - ??年、6門 ※ 外輪式
- Gefle - 1848年、8門
- Orädd - 1853年、10門
- Balder - 1870年、6門

### その他
- Gunhild - 1863年、??門

## 艦艇一覧（近代海軍）

### 主力艦

#### 戦艦
海防戦艦
- スヴェア級 - 3隻

スヴェア（Svea）、トゥーレ（Thule）、イェータ（Göta）
- オーディン級 - 3隻

オーディン（Oden）、トール（Thor）、ニヨルド（Niord）
- Dristigheten

- アラン級 - 4隻

アラン（Äran）、ワサ（Wasa）、タッパレーテン（Tapperheten）、マンリゲーテン（Manligheten）
- オスカー2世（Oscar II ）

- スヴァリイェ級 - 3隻

スヴェリエ（Sverige）、ドロットニング・ヴィクトリア（Drottning Victoria）、グスタフ五世（Gustav V ）
モニター艦
- ジョン・エリクソン級 - 3隻

ジョン・エリクソン（John Ericsson）、トルデン（Thordön）、ティルフィン（Tirfing）
- Löke - 1隻

### 水上戦闘艦

#### 巡洋艦
装甲巡洋艦
- フィルギア

水雷巡洋艦・水雷砲艦
- Örnen級 - 5隻

Örnen、Jakob Bagge、Clas Horn、Psilander、Clas Uggla
航空巡洋艦
- ゴトランド（Gotland）

軽巡洋艦
- トレ・クロノール級 - 2隻
  - トレ・クロノール（Tre Kronor）、イェータ・レヨン（Göta Lejon）

敷設巡洋艦
- クロース・フレミング（Clas Fleming）
- アルヴァスベン（Älvsnabben）

#### 駆逐艦
エステルイェートランド（Östergötland）
ハッランド（Halland）
WWI 以前の駆逐艦
- モージ（Mode）
- マグニ（Magne）
- ヴィーダル級 - 4隻

ウァレ（Wale）、ラグナル（Ragnar）、シグルズ（Sigurd）、ヴィーダル（Vidar）
- フギン級 - 2隻

フギン（Hugin）、ムニン（Munin）
WWI 時の駆逐艦
- ウランゲル級 - 2隻

ウランゲル（Wrangel）、ヴァクトマイステル（Wachtmeister）
大戦間の駆逐艦
- エレンスコルド級 - 2隻

エレンスコルド（Ehrensköld）、ノルデンスコルド（Nordenskjöld）
- クラース・ホルン級 - 2隻

クラース・ホルン（Klas Horn）、クラース・Uggla（Klas Uggla）
- ヨーテボリ級 - 6隻

ヨーテボリ（Göteborg）、ストックホルム（Stockholm）、マルメ（Malmö）、カールスクエーナ（Karlskrona）、イェヴレ（Gävle）、ノーショーピング（Norrköping）
WWII 時の駆逐艦
- プシランデル級 - 2隻 [3]

プシランデル（Plisander）、プーケ（Puke）
- ロムルス級 - 2隻 [4]

ロムルス（Romulus）、レムス（Remus）
- ヴィスビュー級 - 4隻

ヴィスビュー（Visby）、スンツヴァル（Sundsvall）、ヘルシンボリ（Hälsingborg）、カルマル（Kalmar）
- モージ級 - 4隻

モージ（Mode）、マグニ（Magne）、ムニン（Munin）、ミョルニル（Mjölner）
- エーランド級 - 2隻

エーランド（Öland）、ウップランド（Uppland）
WWII 後の駆逐艦
- ハッランド級 - 2隻

ハッランド（Halland）、スモーランド（Småland）
- エステルイェートランド級 - 4隻

エステルイェートランド（Östergötland）、セーデルマンランド（Södermanland）、イェストリークランド（Gastrikland）、ヘルシングランド（Hälsingland）

#### コルベット
- ヴィスビュー級コルベット - 5隻
- ストックホルム級コルベット - 2隻
- イェーテボリ級コルベット - 4隻

### 潜水艦

#### 通常動力型潜水艦
WWII までの潜水艦
- Enroth - 1隻[5]
- Hajen - 1隻
- Hvalen - 1隻

- 『Undervattensbåten No.2』型 - 3隻

Undervattensbåten No.2、3、4
- スヴァールトフィスケン級潜水艦 - 2隻

スヴァールトフィスケン(Svärdfisken) -1914
トゥムラレン(Tumlaren) -1914
- ラクセン級潜水艦 - 2隻

ラクセン(Laxen) -1914
イヤッダン(Gäddan) -1915
- アッボリェン級潜水艦 - 2隻

アッボリェン(Aborren) -1916
ブラクセン(Braxen) -1916
- ハイェン級潜水艦 - 3隻

ハイェン(Hajen) -1917
サーレン(Sälen) -1918
ヴァルロッセン(Valrossen) -1918
- ヴァーバン級潜水艦 - 3隻

ヴァーバン(Bävern) -1921
イッラーン(Illern) -1921
ウッターン(Uttern) -1921
- ヴァーレン級潜水艦 - 1隻 ※ 機雷潜

ヴァーレン(Valen) -1925
- ドラケン級潜水艦 - 3隻

ドラケン(Draken) -1926
グリペン(Gripen) -1928
ウルヴェン(Ulven) -1930
- デルフィネン級潜水艦 - 3隻

デルフィネン(Delfinen) -1934
ノルトカパーリェン(Nordkaparen) -1935
スプリンギャーレン(Springaren) -1935
- ファーリヨネット級潜水艦 - 8隻

ファーリヨネット(Sjölejonet) -1936
ファービョネン(Sjöbjörnen) -1937
ファーフンデン(Sjöhunden) -1938
スヴァルトフィスケン(Svärdfisken) -1940
トゥムラレン(Tumlaren) -1940
ディカレン(Dykaren) -1940
ファーヘステン(Sjöhästen) -1940
ファールメン(Sjöormen) -1941
ファーボリェン(Sjöborren) -1941
- ネプトゥーン級潜水艦 - 3隻

ネプトゥーン(Neptun) -1942
ナヤート(Najad) -1942
ネッケン(Näcken) -1942
- クスト級潜水艦(Kust Class) - 9隻

U1 -1941
U2 -1942
U3 -1942
U4 -1943
U5 -1943
U6 -1943
U7 -1943
U8 -1944
U9 -1944
WWII 後の潜水艦
- ハイェン級潜水艦(1954-1958)

ハイェン(Hajen)
サーレン(Sälen)
ヴァーレン(Valen)
ヴァーバン(Bävern)
イッラーン(Illern)
ウッターン(Uttern)
- ドラケン級潜水艦(1960-1961)

ドラケン(Draken)
グリペン(Gripen)
ヴァリェン(Vargen)
デルフィネン(Delfinen)
ノルトカパーリェン(Nordkaparen)
スプリンギャーレン(Springaren)
- シェーオルメン級潜水艦 - 5隻
- ネッケン級潜水艦 - 3隻
- ゴトランド級潜水艦 - 3隻
- ヴェステルイェトランド級潜水艦 - 4隻
- ヴィーキング級潜水艦 - 0隻 ※ 計画中止

### 機雷戦艦艇

#### 敷設艦艇
機雷敷設艦
- Claes Fleming
- 『Ångkranpråmen n:r 9』 ※ Coastal Minelayer
- カールスクローナ (機雷敷設艦)

#### 掃海艦艇
掃海艇
- Sökaren級 - 3隻

Sökaren、Sveparen、Språngaren、
- ランドソルト級沿岸機雷掃討艇

### 哨戒艦艇

#### 哨戒・警備艦艇
砲艦
- Garmer級 - 3隻

ガルメル、フェンリス、Sköld、
- Berserk級 - 7隻 ※ Armoured Gunboat

Berserk、Björn、Foljke、Gerda、Hildur、Sölve、Ulf、
- Urd級 - 6隻

Urd、Skagul、Skäggald、Rota、Skuld、Verdande、
- Edda

- Blenda級 - 2隻

ブレンダ、ディーサ
哨戒艇
- Sökaren級 - 3隻

Sökaren、Sveparen、Sprängaren
- 『Vedettbåten N:R 19』

- イェーガレン（Jägaren、ヴェデットボーツに変更）

- フギン級哨戒艇 - 16隻

フギン（Hugin）、ムニン（Munin）、マグニ（Magne）、モージ（Mode）、ヴァーリ（Vale）、ヴィーザル（Vidar）、ミョルニル（Mjölner）、ミューシング（Mysing）、カパレン（Kaparen）、Väktaren、Snapphanen、Spejaren、Styrbjörn、Starkodder、Tordön、Tirfing
- カパレン級哨戒艇（フギン級改装） - 8隻

カパレン（Kaparen）、Väktaren、Snapphanen、Spejaren、Styrbjörn、Starkodder、Tordön、Tirfing
ヴェデットボーツ
- V27型 - 11隻[8]

V27、28、29、30、31、32、33、34、35、36、37
- V39型 - 16隻[8]

V39、40、41、42、43、44、45、46、47、48、49、50、51、52、53、54
- イェーガレン級 - 4隻

イェーガレン（Jägaren）、Kaparen、Snapphanen、Väktaren
- 1型ヴェデットボーツ - 4隻[8]

スカノール（Skanör）、スミーゲ（Smyge）、アーリルド（Arild）、ヴィケン（Viken）
- ハネ級 - 6隻[9]

ハネ（Hanö）、テルネ（Tärnö）、シュルショー（Tjurkö）、ストルケ（Sturkö）、オルネ（Ornö）、ウテ（Utö）
- 2型ヴェデットボーツ - 4隻[8]

エーレグルンド（Öregrund）、 スリーテ（Slite） 、マストランド（Marstrand）、リーセシル（Lysekil）
- 3型ヴェデットボーツ - 3隻

ダーラリョー（Dalarö）、サンドハムン（Sandhamn）、エストハンマル（Östhammar）
- イェーガレン（Jägaren）

外装水雷艇
- 『No.1』型 - 7隻[10]

No.1 （当初Spring、1887年に『No 101 Glimt）』と改名）
No.2（当初Skrik）、3、4、5、6、7

#### 高速戦闘艇
魚雷艇
- 1:a型魚雷艇
  - フギン（Hugin）
  - ムニン級 - 3隻

ムニン（Munin）、Freke、Gere、
  - Gondul級 - 2隻

Gondul[12]、Gudur[13]、
  - Komet級 - 12隻

Komet[14]、Blixt、Meteor、Stjerna、Orkan、Bris、Vind、Virgo、Mira、Sirius、Orion、Kapella
  - Plejad級 - 17隻[15]

Plejad、Astrea、Castor、Iris、Pollux、Thetis、Spica、Vega、Vesta、Argo、Antares、Arcturus、Altair、Polaris、Perseus、Regulus、Rigel
- 2:a型魚雷艇
  - 61 Rolf (Blink)）[16]
  - No 63 Blixt (Seid)）[17]
  - Galdr級 - 3隻[18]

No 65 （Galdr）、No 71 （Bygve）、No 73 （Bylgia）
  - Agne級 - 2隻[19]

No 75 （Agne）、No 77 （Agda）
  - 『No 79』型 - 4隻[20]

No 79[21]、81[22]、83[23]、85[24]、
  - 『No 5』型 - 10隻[25]

No 5[26]、No 6[27]、No 7[28]、No 8[29]、No 9[30]、No 10、No 11、No 12、No 14、No 15
- プリヤード級魚雷艇（Plejadklass） - 11隻
- スピカ級魚雷艇（Spicaklass） - 6隻
- ノーショーピング級魚雷艇 - 12隻

ノーショーピング（Norrköping）、ニーネスハムン（Nynäshamn）、ノルテリエ（Norrtälje）、ヴァールベリ（Varberg）、ヴェステロース（Västerås）、ヴェステルヴィーキ（Västervik）、ウメオ（Umeå）、ピーテオ（Piteå）、ルレオ（Luleå）、ハルムスタッド（Halmstad）、ストレムスタッド（Strömstad）、イースタッド（Ystad）
MTB
- 旧・伊『Orlando 12t』型 - 2隻

Mtb 1、Mtb 2
ミサイル艇
- ノーショーピング級ミサイル艇（ノーショーピング級魚雷艇からの改装） - 12隻
- イースタッド級ミサイル艇（ノーショーピング級からの改造） - 2隻

イースタッド（Ystad）、ノルショーピン（Norrköping）

### 補助艦艇

#### 支援艦艇
潜水母艦
- Skaggald

水上機母艦
- No.1[33]

#### 練習艦艇
練習艦
- Gladan
- Falken
- Najaden
- Jarramas

#### その他
測量艦・調査船
- Svenskund[34]

情報収集艦
- オリオン
- アルテミス[35]

曳船
- Lägg Ut
- Atle
- Hjälparen

王室ヨット
- Drott